# Station Dinas Powys
Dinas Powys is een spoorwegstation van National Rail in Vale of Glamorgan in Wales. Het station is eigendom van Network Rail en wordt beheerd door Transport for Wales. 